# Anton von Hohberg und Buchwald
Anton Adolph Erdmann Wilhelm Heinrich Freiherr von Hohberg und Buchwald (* 21. September 1885 in Wismar; † wohl 2. Juli 1934 in Dulzen bei Preußisch-Eylau) war ein deutscher Armee- und SS-Offizier.

## Leben und Wirken

### Jugend und Erster Weltkrieg
Anton Freiherr von Hohberg und Buchwald wurde als dritter von vier Söhnen des ostpreußischen Gutsbesitzers Hauptmann a. D. Hans Erdmann Heinrich Bruno Gottlob Christoph von Hohberg und Buchwald (* 8. März 1849 in Striegendorf; † 10. Juni 1901 in Görlitz) und der Anna von Lowtzow (* 1. Mai 1857 in Rensow; † 2. April 1940 in Pilzen) geboren. Nach dem Schulbesuch schlug er zunächst eine Laufbahn als Kavallerieoffizier in der preußischen Armee ein, in der er bis zum Rittmeister befördert wurde.
Am 24. Juni 1909 heiratete Hohberg Gertrud Gerda von Rheinbaben (* 28. Dezember 1888 in Berlin; † 23. April 1949 in Hirschhorn am Neckar), eine Tochter des ehemaligen preußischen Innen- und Finanzministers Georg von Rheinbaben. Sein Schwager aus dieser Ehe war der Schriftsteller und Aktivist Rochus von Rheinbaben. Aufgrund der Beziehung seiner Gattin zu Horst von Blumenthal duellierte Hohberg sich mit diesem. Anschließend wurde die Ehe 1912 geschieden, und Gertrud heiratete Blumenthal. Hohberg heiratete dann in zweiter Ehe am 26. Juni 1913 Lonny von Bernuth (* 12. Februar 1892 in Berlin). Diese Ehe wurde am 7. Juli 1923 in Bartenstein geschieden. Am 22. Mai 1925 vermählte sich Hohberg in dritter Ehe mit Carola Freiin von Schimmelmann (* 14. November 1881 in Wesel; † 4. Mai 1961 in Malente-Gremsmühlen, Ostholstein). Diese Ehe wurde 1929 geschieden.
Aus Hohbergs erster Ehe entstammte die Tochter Antoinette-Irene (* 28. August 1911 in Potsdam), aus der zweiten Ehe die Söhne Hans-Sigismund Anton Erdmann Traugott Wilhelm (* 12. September 1914 in Königsberg) und Roland Hans Erdmann Otto Lothar Heinrich (* 1. Dezember 1916 in Babelsberg) sowie die Tochter Mariota (* 24. November 1921 in Potsdam).
Nach der Teilnahme am Ersten Weltkrieg zog Hohberg sich als Landwirt auf das 364 ha große Gut Dulzen seiner Familie in Ostpreußen zurück. Anton von Hoberg und Buchwald war Ehrenritter des Johanniterordens.

### Weimarer Republik und Zeit des Nationalsozialismus
In den frühen 1930er Jahren zählte Hohberg zu den Profiteuren der sogenannten Osthilfe, eines umstrittenen staatlichen Programms zur Sanierung der ostelbischen Landwirtschaft. Insgesamt sollen ihm, laut einer 1978 in der DDR erschienenen Veröffentlichung, fast 450.000 RM als Kredite bewilligt worden sein, obwohl der Wert seines Gutes sich tatsächlich auf lediglich 250.000 RM belaufen habe und es zudem schon mit einer Hypothek in Höhe von 150.000 RM belastet gewesen sei. Bruno Buchta beziffert in einer 1959 in der DDR erschienenen Dissertation die dem Staat durch die Umschuldung von Hohbergs Rittergut entstandenen Verluste auf 384.000 RM.
In den frühen 1930er Jahren trat Hohberg auf Bitten von Werner Lorenz in die NSDAP und in die SS ein. Dort gehörte er als ehrenamtlicher Reiterführer zeitweise dem Stab des SS-Führers von Ostpreußen Erich von dem Bach-Zelewski an, mit dem er sich schließlich aufgrund von persönlichen Rivalitäten entzweite.
Am 14. Mai 1934 wurde Hohberg als SS-Oberabschnittsreiterführer und durchaus einflussreicher regionaler Führer der Reiter-SS entlassen und wenige Wochen später am 1. oder (wahrscheinlicher) 2. Juli 1934 im Zuge der Röhm-Morde im Rauchersalon seines Rittergutes in Dulzen bei Preußisch-Eylau auf Weisung von dem Bach-Zelewskis vom SS-Obersturmführer Carl Deinhard und Bach-Zelewskis Chauffeur, SS-Scharführer Zummach, erschossen. Aus der Liste der in dieser Mordwelle Getöteten ragt Hohberg als SS-Angehöriger im eigentlichen Sinne hervor (im Gegensatz zu den getöteten SA-Führern, von denen einige nur nominell auch SS-Titel führten). Obwohl, wie Paul Ronge betont, die Tötung Hohbergs „in ganz Ostpreußen“ Empörung hervorrief, blieb die Tat zunächst ungesühnt.
1958/59 berief sich Bach-Zelewski zur Verblüffung des Vernehmers nicht auf Befehlsnotstand (was man ihm schwerlich hätte widerlegen können). Er wurde am 16. Januar 1961 vom Nürnberger Schwurgericht wegen Totschlags im Fall Hohberg zu einer Gefängnisstrafe von viereinhalb Jahren und 1962 wegen der Erschießung von fünf Kommunisten zur Zeit der Machtergreifung zu einer lebenslangen Freiheitsstrafe verurteilt. Bach-Zelewski erhielt Anfang März 1972 schwerstkrank Haftverschonung und starb wenige Tage später. In Polen wurde kritisiert, dass Bach-Zelewski nur wegen des Mordes an einem anderen SS-Mann von der bundesrepublikanischen Justiz belangt wurde und nicht wegen Verbrechen gegen „viele Tausend“ Polen und Russen, an denen er beteiligt war.